# 1932 في لبنان
فيما يلي قوائم الأحداث التي وقعت خلال عام 1932 في لبنان.

## سياسة

### تعيين في المنصب
- 9 مارس – شارل دباس رئيس وزراء لبنان.

## مواليد

### يناير
- 1 يناير – رفيق شرف
- 1 يناير – شكيب جابر محامي وسياسي لبناني.
- 1 يناير – محمد محمود المجذوب أُستاذ جامعي وفقيه قانوني وأكاديمي لُبناني.
- 3 يناير – صفية الشامية ممثلة تونسية.

### أبريل
- 10 أبريل – دلفين سيرينج

### أغسطس
- 6 أغسطس – إدموند صفرا

### سبتمبر
- 29 سبتمبر – ميشال المر سياسي لبناني.

### أكتوبر
- 6 أكتوبر – ريمون عودة

### نوفمبر
- 23 نوفمبر – عبد اللطيف الزين سياسي لبناني.

## وفيات

### يناير
- 31 يناير – مصطفى نجا (مواليد 1853) عالم مسلم لبناني.

### أبريل
- 22 أبريل - عبد الحميد الرافعي (مواليد 1851) شاعر وكاتب وصحفي وسياسي لبناني.

### أغسطس
- 12 أغسطس – ليلى ماحي (مواليد 1894) كاتبة.